# Kvarnholmen, Vänern

Kvarnholmen är en mindre, rund holme i Kalvöarkepilagen, Värmlandssjön, Vänern. Den är ofta häckningsplats för lärkfalk. Kvarnholmen är trädbeväxt och har en omkrets på 300 meter. Ön ligger mitt i Kvarnholmssundet vilket är seglingsbart för mindre båtar och leder in till den skyddade naturhamnen Moviken. Kvarnholmen är dock svår att angöra annat än med mycket grundgående båt.